# Comte Mountbatten de Birmanie
Le titre de comte Mountbatten de Birmanie est un titre dans la pairie du Royaume-Uni. Il est créé le 28 octobre 1947 pour le contre-amiral Louis Mountbatten, 1er vicomte Mountbatten de Birmanie.

## Histoire
Les lettres patentes créant le titre précisaient la dévolution suivante à défaut d'héritiers mâles :
... à sa fille aînée Patricia Edwina Victoria, baronne Brabourne ... et aux héritiers mâles de son corps légitimement engendrés ; et à défaut d'une telle succession à toute autre fille légitimement engendrée dudit Louis Francis Albert Victor Nicholas, vicomte Mountbatten de Birmanie, successivement par ordre d'ancienneté d'âge et de priorité de naissance et aux héritiers mâles de leurs corps légitimement engendrés...
En conséquence, puisque Lord Mountbatten n'avait pas de fils, sa fille aînée, Lady Patricia Moutbatten, succède en tant que 2e comtesse Mountbatten de Birmanie. Si la descendance masculine légitime de la 2e comtesse Mountbatten de Birmanie s'éteignait, les pairies seraient héritées par sa sœur, Lady Pamela Hicks, et ses héritiers légitimes mâles. Si la lignée masculine légitime des deux sœurs s'éteignait, les pairies s'éteindraient.
Les titres subsidiaires du comté sont : - vicomte Mountbatten de Birmanie et de Romsey (dans le comté de Southampton ) (titre créé en 1946), et - baron Romsey (de Romsey dans le comté de Southampton ; 1947).
Ces deux titres, dans la pairie du Royaume-Uni, ont la même dévolution que le comté, c'est-à-dire qu'ils peuvent être hérités par les filles du premier titulaire, mais ensuite seulement en succession mâle. Le fils aîné et héritier de Lady Patricia Mountbatten, Norton Knatchbull, est connu comme Lord Romsey jusqu'à ce qu'il succède à son père en tant que 8e baron Brabourne en 2005. Il devient le 3e comte Moutbatten de Birmanie le 13 juin 2017 à la suite du décès de sa mère. En conséquence, le titre de baron Brabourne est devenu subsidiaire à celui du comté. Lord Brabourne est maintenant le titre de courtoisie par lequel le fils aîné du comte Mountbatten de Birmanie est connu.
Les héritiers mâles de Lady Pamela Hicks, deuxième fille de Lord Moutbatten, sont dans la lignée de succession au comté, mais ils ne sont pas dans la lignée de succession de la baronnie de Brabourne.
Le siège de la famille est Newhouse Manor, près d'Ashford, Kent.

## Vicomtes Mountbatten de Birmanie (1946)
1. 1946-1947 : Louis Mountbatten (1900-1979), 1er vicomte Mountbatten de Birmanie, militaire, fils de Louis de Battenberg, marquis de Milford Haven.

Il est créé comte Mountbatten de Birmanie en 1947.

## Comtes Mountbatten de Birmanie (1947)
1. 1947-1979 : Louis Mountbatten (1900-1979), 1er comte Mountbatten de Birmanie, militaire, fils de Louis de Battenberg, marquis de Milford Haven.
2. 1979-2017 : Patricia Mountbatten (1924-2017), 2e comtesse Mountbatten de Birmanie, femme politique, fille du précédent.
3. 2017- : Norton Knatchbull (1947-), 3e comte Mountbatten de Birmanie, homme d'affaires, fils de la précédente.
  1. Nicholas Knatchbull (1981-), Lord Brabourne, homme d'affaires, fils du précédent.
    1. Alexander Knatchbull (2022-), fils du précédent.